# CitéCréation
CitéCréation (deutsch Kreative Stadt) ist eine französische Künstlergruppe, die in der Tradition des Muralismo Wandmalereien im öffentlichen Raum anfertigt.
Die Gruppe besteht seit 1978 und hatte ihre ersten Erfolge in Lyon. Inzwischen stattet sie weltweit insbesondere Gebäude-Fassaden und Mauern mit großflächigen Fresken, Trompe-l’œils und weiteren Wandmalereien aus. Für ihre Arbeiten zur Verschönerung und Aufwertung von Stadtquartieren und Problemvierteln erhielten die Wandkünstler zahlreiche Anerkennungen und Preise. CitéCréation hat 2010 die deutsche Tochtergesellschaft DekorativeCity mit Sitz in Berlin-Lichtenberg gegründet.

## Organisation und Ziele
Die Gruppe ist seit 1986 in der französischen Rechtsform einer Société coopérative et participative (SCOP) genossenschaftlich organisiert. Mit Stand 2011 arbeiten in der Vereinigung rund 70 Künstler in verschiedenen Werkstätten und Ateliers. Die Gruppe verfügt über zwei Tochtergesellschaften: in Québec die MuralCréation und in Shanghai die ChuangyiMeicheng. Darüber hinaus hat sie Repräsentanten in Jerusalem, Moskau und Yokohama. Die ehemalige Potsdamer Tochterfirma Firma CreativeStadt, von der sich die Muttergesellschaft 2011 trennte, ist als GmbH organisiert.
CitéCréation hat sich die Aufgabe gestellt, mit identitätsstiftenden Wandbildern Emotionen hervorzurufen, die Geschichte zu beleben und mit der (Rück-)Eroberung des Raums das Zugehörigkeitsgefühl der Bewohner zu verstärken. Ein Arbeitsschwerpunkt liegt in der Aufwertung von Vierteln des Sozialen Wohnungsbaus. Auch Firmen und Unternehmen nutzen das neue Stadtdesign der Gruppe als Aushängeschild zur Stärkung des Firmenprofils und zur ästhetischen Einbindung ihrer Gebäude in die Stadtlandschaft. Stadtrundgänge auf den Spuren der Wandbilder wie in Lyon, Québec oder Jerusalem tragen zur Attraktivität der Städte und zu ihrem Tourismus bei. CitéCréation reiht sich nach eigener Angabe in die lange Reihe der Zeitzeugen und Berichterstatter der Zivilisationen ein, die weltweit seit Beginn der Höhlenmalerei die Geschichte erzählen. Diese Tradition, die Zeichen des täglichen Lebens zu malen, will die Gruppe mit den heute zur Verfügung stehenden Materialien, Werkzeugen und Technologien fortsetzen und wiederbeleben.

## Kunstwerke (Auswahl)
Bis 2011 hat CitéCréation weltweit rund 500 Kunstwerke geschaffen.

### Ausgangspunkt Frankreich
Ihren Ursprung hatte die Gruppe 1978 in Oullins, einem Vorort von Lyon.
International bekannt wurde sie insbesondere durch die Murals in Lyon (Mauern in Lyon) und Fresque des Lyonnais (Fresken von Lyon).

#### Aufwertung der Garnier-Siedlung
Zwischen 1920 und 1933 baute der Lyoner Architekt Tony Garnier im Stadtteil Les États-Unis (8. Arrondissement) die nach ihm benannte Tony-Garnier-Siedlung. Inspiriert von Émile Zolas Roman Travail (Arbeit) von 1901 verfolgte Garnier die Vision einer „Cité idéale“, einer idealen Stadt ohne Zäune und Barrieren mit einer funktionalen Trennung von Arbeiten, Wohnen und Erholung durch viel Grün und Bäume. In den 1960er-Jahren entwickelte sich die Siedlung zum Problemviertel und drohte zu verfallen. Angeregt durch die populären Fresken der Muralisten bei einem Mexiko-Besuch wollte der marokkanisch-stämmige Halim Bensaïd diesen Stil auf seine Heimatstadt Lyon übertragen. In den Quartiers difficiles, den vernachlässigten Gegenden, fand er den nötigen Raum für seine Kunst.

„Bensaïd und seine Mitstreiter kamen auf die Idee, [die 49 Gebäude mit Sozialwohnungen in der Garnier-Siedlung] zu renovieren. Sie beschlossen, die Wände der Gebäude mit großen Gemälden zu bemalen und versammelten die Anwohner in einer großen Halle: Kellner, Chauffeure, Taxifahrer, Verkäufer, Arbeitslose, Migranten. „Was wollen sie?“, wunderten die sich über die Künstler. „Der Wert einer Betonwand: Man kann sie anmalen“, rief Bensaïd. Wer das Viertel heute besucht, schlendert durch ein Freilichtmuseum mit 25 farbigen Wandgemälden. Ein Jahr nach dem Ende der Malerarbeiten haben dort Läden und Boutiquen eröffnet, nach und nach hat sich eine kleine Ökonomie herausgebildet. „Seitdem möchte niemand mehr hier wegziehen“, weiß eine ältere Madame, die seit vierzig Jahren in dem Viertel lebt, das mittlerweile zum UNESCO-Weltkulturerbe gehört.“

#### Weitere Arbeiten in Frankreich
Die Murals in Lyon bestehen inzwischen aus über 100 Kunstwerken auf Mauern und Gebäuden mit Motiven aus der Geschichte und dem Leben der Stadt. Das Fassadenkunstwerk Fresque des Lyonnais aus den Jahren 1994/95 stellt auf einer Fläche von 800 Quadratmetern 24 historische und sechs zeitgenössische Personen aus Lyon dar. Dazu zählen Irenäus von Lyon, Antoine de Saint-Exupéry und Tony Garnier sowie unter den Zeitgenossen Abbé Pierre, Paul Bocuse und Bertrand Tavernier.
Über Lyon und Oullins hinaus realisierte die Gruppe in Frankreich unter anderem Projekte in Angoulême, Biarritz, Brest, Carcassonne, Feyzin, Mülhausen, Paris, Valence, Vaulx-en-Velin und in Vienne. In der Stadt Angoulême, die mit dem staatlichen Prädikat Ville d’art et d’histoire (Stadt der Kunst und der Geschichte) ausgezeichnet wurde und als Stadt der Comics gilt, schuf CitéCréation eine Bilderfolge mit Werken von zwölf Comiczeichnern wie François Boucq, Jacques de Loustal, Frank Margerin oder François Schuiten.

### Werke in Deutschland

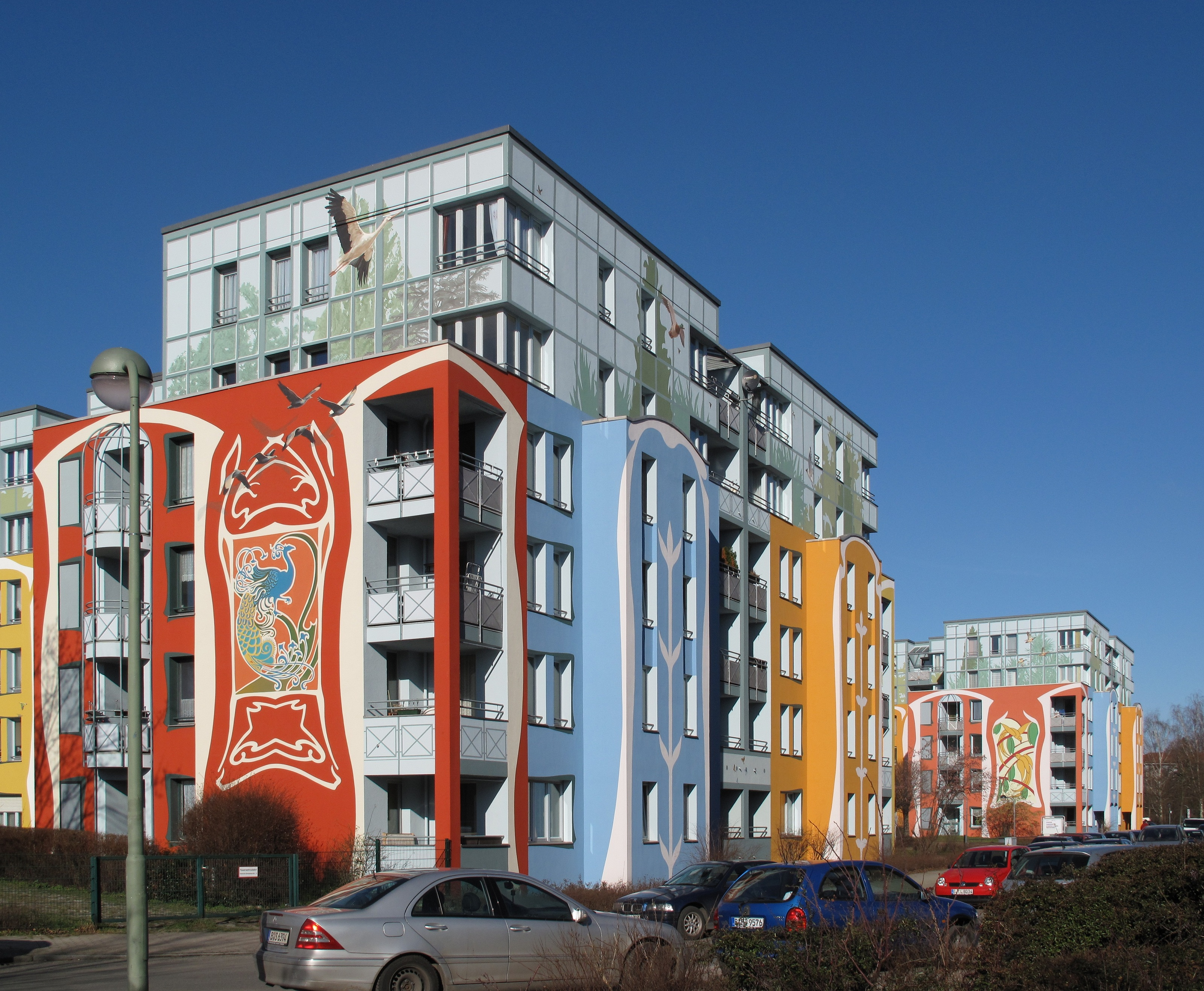
Voliere in der High-Deck-Siedlung, Berlin, 2008/2009

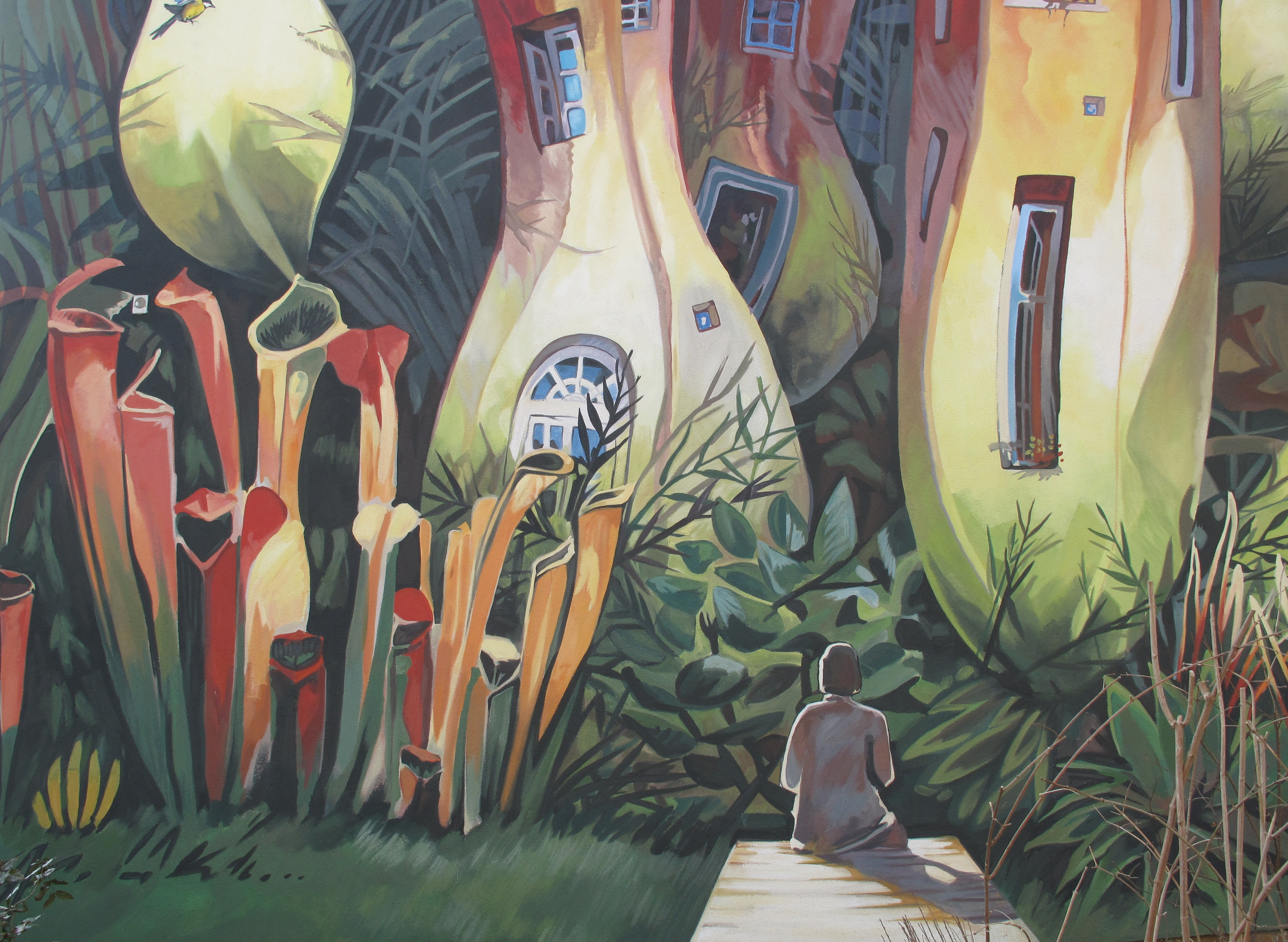
Jupiterstraße, nahe Sonnenallee, Berlin, 2010

In Zusammenarbeit mit dem Quartiersmanagement des Berliner sozialen Brennpunkts High-Deck-Siedlung führte CitéCréation 2008/2009 das Projekt Voliere (Vogelhaus) durch, das neben dem Kunstaspekt als Qualifizierungs- und Beschäftigungsmaßnahme für arbeitslose Jugendliche der Siedlung diente. In vorbereitenden Workshops sammelten rund 40 Quartiersbewohner mit dem Lyoner Künstler Halim Bensaïd Ideen und Motive für die Bemalung, aus denen die CitéCréation eine Musterfassade kreierte. Jugendliche aus dem Neuköllner Quartier bemalten dann gemeinsam mit den Künstlern die Fassaden eines langgestreckten Wohnblocks nahezu ganzflächig (rund 5.000 m²) mit mehr als 150 Vogelarten sowie Pflanzen und Bäumen. 2010 verlieh eine Gemeinschaftsinitiative, an der unter anderem die Schader-Stiftung beteiligt ist, dem Projekt Voliere eine Anerkennung im Wettbewerb „Preis Soziale Stadt“. Neben der gelungenen, kreativen Fassadengestaltung hob die Stiftung in der Laudatio hervor, dass das Projekt Brücken zwischen Jung und Alt sowie zwischen Kulturen gebaut und damit die Entwicklung zur Sozialen Stadt befördert habe. Am 1. November 2010 wurden westlich der High-Deck-Siedlung vier weitere Fassadenkunstwerke eingeweiht. Drei Werke in der Sonnenallee 307–309/Ecke Jupiterstraße und ein Werk in der Jupiterstraße 15. Die farbenfrohen, teils phantastischen Motive stehen für weltbürgerliche Urbanität und ein friedliches Miteinander.
Aus Anlass des 50-jährigen Jubiläums der Städtepartnerschaft von Frankfurt am Main und Lyon erstellte CitéCréation 2010 gemeinsam mit der Potsdamer Tochterfirma CreativeStadt ein großflächiges Kunstwerk im U-Bahnhof Konstablerwache. Unter dem Thema „Reise in Raum und Zeit“ entstanden auf 500 Quadratmetern der Stationswand mehrere illusionistische Kunstwerke. Sie zeigen verschiedene Motive aus beiden Städten, die mit einem fiktiven Verkehrsmittel verbunden sind. Das Werk wurde am 11. Juni 2010 in Anwesenheit des Lyoner Oberbürgermeisters Gérard Collomb und des Stadtrats Volker Stein enthüllt.
Zu weiteren bekannten Projekten von CitéCréation/CreativeStadt in Deutschland gehören das Europaviertel in Berlin-Hellersdorf, von dem mit Stand 2010 der erste Bauabschnitt „Deutsche Fassade“ als Modell der nachhaltigen Entwicklung des städtischen Raumes in Großsiedlungen verwirklicht wurde, und das Wandbild „Transition – Wege des Übergangs“ im brandenburgischen Teltow.  Fassadenkunstwerke befinden sich ferner im Luftkurort Waren (Müritz) (Fußgängerzone 2010), in Frankfurt (Oder) (Fassade mit Tafeln aus dem Leben und einem Großporträt Alexander von Humboldts, 2010) und in Leipzig.

### Weitere Werke weltweit

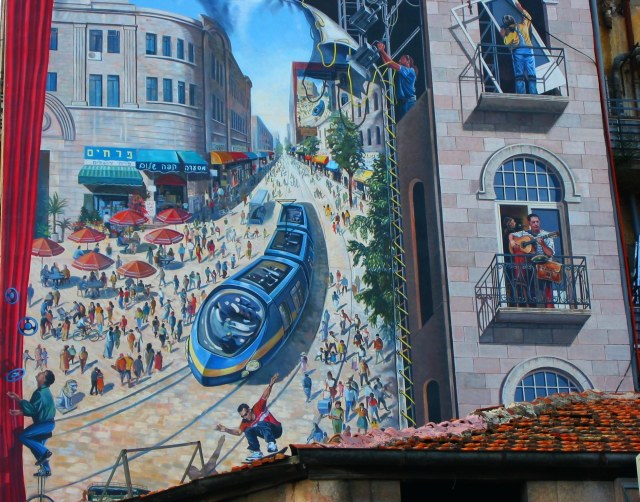
Mural in Jerusalem an der Jaffa Street zur Straßenbahn

Im übrigen Europa war die Gruppe unter anderem tätig in Barcelona, Lissabon, Neapel und in Trikala sowie weltweit in Jerusalem, Mexiko-Stadt, Moskau, Québec, Shanghai, Tiberias und Yokohama (im Toyota Einkaufszentrum „Tressa Yokohama“).
In Shanghai entstand das mit 5.000 Quadratmetern weltweit größte Trompe-l’œil-Gemälde. Das monumentale Gemälde auf den Fassaden des Carrefour Wuning Store im Zentrum der Stadt zeigt unter dem Motto „Ein Spaziergang durch Frankreich“ Motive aus den Alpen, von der Mittelmeerküste, aus der Region Rhône-Alpes und aus den Städten Lyon und Paris. In Israel verzichtete CitéCréation auf die Darstellung religiöser Motive. Die Wandbilder in Jerusalem widmen sich historischen Themen wie byzantinischen Marktszenen oder Szenen des täglichen Lebens wie der Straßenbahn, der Schule oder dem Theater. Wandbilder zu ihrer 2000-jährigen Geschichte schmücken die größte Stadt Galiläas, Tiberias. In Kanada haben die Wandkünstler mit ihrer Tochtergesellschaft MuralCréation mehrere Projekte in der Provinz Québec verwirklicht. 2002 begann in Mont-Joli auf der Gaspésie-Halbinsel im Sankt-Lorenz-Golf ein Großprojekt, in dem über mehrere Jahre eine Galerie aus 35 Wandbildern unter freiem Himmel entsteht. Die Galerie soll eine Brücke von der Vergangenheit in die Zukunft der Stadt schlagen. In Russland beauftragte ein Moskauer Wohnungsbauunternehmen die Fassadenkünstler mit einer Serie monumentaler Trompe-l’œil-Gemälde. Das erste realisierte Wandbild zeigt Motive und Szenen des 19. Jahrhunderts aus dem renommierten normannischen Seebad Deauville als Symbol der Eleganz und besonderen Lebensart.

## Veröffentlichungen
- Le Monde des Murs Peints. Éditions Lyonnaises d’Art et d’Histoire. Französisch/englisch. ISBN 978-2-84147-215-4.